# Эскортные корабли типа «Микура»
Эскортные корабли типа «Микура» (яп. 御蔵型海防艦 Микурагата кайбо:кан) — тип японских эскортных кораблей. Вместе с более поздним типом «Укуру» были также известны как кайбоканы типа B.

## Строительство
Заказаны в 1941 году по пятой программе замены флота. Представляли собой улучшенный тип «Эторофу» с расположением артиллерии в закрытой одноорудийной носовой установке и открытой спаренной установке на корме (вместо трёх одноорудийных установок за щитами) и более мощным противолодочным вооружением.
В 1942—1944 годах на верфях Иокогамы и Сакурадзимы было построено 8 кораблей этого типа.
Развитием проекта стали эскортные корабли типа «Укуру».

## История службы
Корабли этого типа использовались для эскортирования войсковых транспортов и патрульной службы. В 1944 году прошли модернизацию  — с заменой 2 спаренных зенитных автоматов на 3 строенных и 1 одиночный (общее их число к концу войны составляло от 14 до 18 на корабль) и установкой 76-мм бомбомёта. На часть кораблей также устанавливались РЛС обнаружения воздушных целей Тип 22 и Тип 13 и гидролокатор Тип 93.
Пять кораблей погибли в ходе войны, по одному были переданы Китаю и Великобритании, наиболее же повреждённый «Миякэ» был разобран в 1948 году.

## Представители
| Название            | Место постройки             | Заложен              | Спущен на воду       | Введён в эксплуатацию | Судьба |
| ------------------- | --------------------------- | -------------------- | -------------------- | --------------------- | --- |
| Микура (яп. 御蔵)   | Верфь «Цуруми», Иокогама    | 1 октября 1942 года  | 16 июля 1943 года    | 30 октября 1943 года  | Торпедирован USS Threadfin 28 марта 1945 года.                                                                                             |
| Миякэ (яп. 三宅)    | Верфь «Цуруми», Иокогама    | 12 февраля 1943 года | 30 августа 1943 года | 30 ноября 1943 года   | Разобран на металл в 1948 году. |
| Авадзи (яп. 淡路)   | Верфь «Хитачи», Сакурадзима | 1 июня 1943 года     | 30 октября 1943 года | 15 февраля 1944 года  | Торпедирован USS Guitarro 2 июня 1944 года у Тайваня.                                                                                      |
| Курахаси (яп. 国後) | Верфь «Цуруми», Иокогама    | 1 июня 1943 года     | 15 октября 1943 года | 10 марта 1944 года    | В 1947 году передан Великобритании по репарациям, сдан на слом в том же году.                                                              |
| Номи (яп. 能美)     | Верфь «Цуруми», Иокогама    | 10 августа 1943 года | 3 декабря 1943 года  | 15 марта 1944 года    | Торпедирован USS Tirante 14 апреля 1945 года у побережья Кореи.                                                                            |
| Тибури (яп. 千振)   | Верфь «Цуруми», Иокогама    | 20 июля 1943 года    | 30 ноября 1943 года  | 13 марта 1944 года    | Потоплен американской палубной авиацией 12 марта 1945 года у побережья Вьетнама.                                                           |
| Ясиро (яп. 屋代)    | Верфь «Хитачи», Сакурадзима | 18 ноября 1943 года  | 16 февраля 1944 года | 6 июня 1944 года      | Передан Китаю по репарациям в 1947 году, переименован в Чэн Ань. В 1949 году уведён сторонниками Чан Кайши на Тайвань, списан в 1954 году. |
| Кусагаки (яп. 草垣) | Верфь «Цуруми», Иокогама    | 7 сентября 1943 года | 12 января 1944 года  | 1 июля 1944 года      | Торпедирован USS Guitarro 7 августа 1944 года у побережья Вьетнама.                                                                        |